# Czarnków (województwo dolnośląskie)
Czarnków (niem. Tscharnikau) – wieś w Polsce położona w województwie dolnośląskim, w powiecie legnickim, w gminie Legnickie Pole.

## Historia
Miejscowość ma średniowieczną metrykę. Notowana jest w różnych formach w historycznych dokumentach od XIV wieku: Czarneke (1391), Tscharnke (1413), Schiroska (1419), Tscharnikau (1789), Tschirschkau (1845). Nazwa miejscowości pochodzi od nazwy osobowej Czarnek. Niemiecka nazwa Tscharnikau jest zgermanizowaną formą pierwotnej nazwy. W XIX wieku istniały sąsiadujące dwie wsie Tscharnikau i Tschiernikau, które w XX wieku połączono w jedną o nazwie Schwarzrode.
W latach 1975–1998 miejscowość administracyjnie należała do województwa legnickiego.